# 페마렐
페마렐(femarelle, DT56a)은 선택적 에스트로겐 수용체 조절자(SERM, selective estrogen receptor modulator)로서 폐경증세와 골다공증에 쓰이는 약물이다. 페마렐은 대략 322 mg의 DT56a(두부 추출물)과 108 mg의 아마씨 가루를 함유하고 있다.

## 작용기전
동물실험에서 페마렐은 뇌와 뼈에서 에스트로겐 수용체에 대한 자극효과를 보였다. 이 약물은 홍조 감소, 뼈밀도 개선 등의 효과를 보이는 것으로 보고되었으며, 분리된 유방암 세포주나 시궁쥐의 자궁세포주에 대해서 안전한 것으로 알려져있다. 페마렐은 조골세포의 활동을 증진시키는 방법으로 뼈 밀도를 증가시키는 것으로 보이며, 이 때문에 폐경기 골다공증 증세에 대한 약으로 사용 가능성이 있다. 에스트로겐 수용체를 자극하지만, 페마렐은 혈중 호르몬 수치에 변화를 주지 않는 것으로 보인다 최근의 연구에 따르면 페마렐은 정상인 여성이나 혈전성향증(thrombophilia)을 가진 여성 모두에서 혈전 형성에 영향을 미치지 않는 것으로 나타났다.

## 논란
페마렐은 일반적인 약이 아니다. EFSA(Europien Food Safety Authority)의 의견에 따르면, 페마렐 제조사에 의한 이 약물의 약효에 대한 충분한 근거가 부족하다.

## 상용명
- 페마렐(Femarele) - 핀란드, 그리스, 이탈리아, 스페인, 이스라엘, 미국, 인도, 라트비아, 리투아니아, 에스토니아, 노르워이, 스웨덴
- 토푸필(Tofupill) - 사이프러스, 멕시코